# Henrich Lonsky
Henrich Lonsky (* 5. September 1993) ist ein slowakischer Biathlet.
Henrich Lonsky nahm zwischen 2011 und 2014 an vier Biathlon-Juniorenweltmeisterschaften teil. Bei elf Einzelrennen konnte er sich einzig 2012 in Kontiolahti als 28. des Sprints und 26. der Verfolgung die Top-30-Ränge erreichen. Zudem startete er bei den Juniorenrennen der Biathlon-Europameisterschaften 2012 bis 2014, beste Ergebnisse waren 23. Ränge 2012 im Sprint Osrblie und 2014 im Verfolgungsrennen von Nové Město na Moravě. Bei den Europameisterschaften 2014 bestritt Lonsky auch sein erstes Meisterschaftsrennen bei den Männern. Für das Staffelrennen in Nové Město wurde er an die Seite von Michal Šíma, Michal Kubaliak und Peter Kazár in die tschechischen EM-Staffel berufen und wurde mit dieser 16.